# 팽황후 (명하)
황후 팽씨(皇后 彭氏, 1338년 11월 11일 ~ 1404년 5월 10일)는 중국 대하(大夏) 황조 초대 황제 명옥진(明玉珍)의 황후(皇后)였으며 본명(本名)은 팽옥경화(彭玉景華)이다.

## 생애

### 젊은 시절
원나라 쓰촨 성 청두의 몰락한 귀족 출신이었던 팽씨 집안(彭氏家)에서 팽옥경화(彭玉景華)라는 이름으로 출생하였으며 어린 시절 기품이 빼어나고 총명함도 넘치던 그녀는 9세 시절이던 1347년 원나라 쓰촨 충칭 지역의 몰락한 귀족 출신의 명옥진(明玉珍, 당시 16세)과 결혼하였고 8년 후 1355년 쓰촨 청두 지역에 간이 정주하던 중 부군 명옥진과의 사이에서 무녀독남 외동아들 명승(明昇)을 얻었다.

### 대하제국 황후
부군 명옥진이 홍건적 예하 부수장급 장군으로 봉기를 하여 결국에야 1361년 12월 19일을 기하여 명하 제국을 창건하자 그녀도 대하 제국 황후(大夏 帝國 皇后)로 책봉되었고 1개월 후 1362년 1월 16일을 기하여 일곱살바기 외동아들 명승의 황태자 책봉을 목도하였다.
그러나 4년 후 1366년 3월 17일을 기하여 부군 명옥진이 향년 35세로 붕어하고 외동아들 명승 황태자가 만11세로 보위 등극하여 태후 팽씨(太后 彭氏) 그녀가 섭정을 맡았으며 그 후 그녀는 1369년 6월 1일을 기하여 태후(太后)에서 급이 한층 높아진 황태후(皇太后)의 작위에 올랐지만 결국 1371년 8월 3일, 상배 부군 명옥진(明玉珍, 1331년 ~ 1366년)의 생전 시절 옛 동료 홍건적 예하 부수장급 장군이었던 명 태조 홍무제 주원장(明 太祖 洪武帝 朱元璋, 1328년 ~ 1398년)이 시행한 정벌 사태에 굴복하였으며 결국 아들 명승(明昇)과 함께 합의하여 홍무제 주원장(洪武帝 朱元璋)에게 대하 제국(大夏 帝國)이라는 나라 자체를 바쳤다.

### 대하제국 멸망 이후 명나라 귀족
그리고 그녀는 외동아들(폐주 명승)과 함께 명나라 중급 귀족의 일원으로 지내다가 1372년 명 태조 홍무제 주원장의 윤허(允許)를 받아 결국 아들 명승(明昇)과 함께 고려(高麗)로 귀순하였으며 그 후 1392년 조선(朝鮮)에 재귀순하였다.

### 조선국 귀족과 그 이외 명성
그 후 조선국 중급 귀족의 일원으로 지낸 폐태후 팽씨 부인(廢太后 彭氏 夫人) 그녀는 자수(刺繡)와 요리(料理)에 능하므로 인하여 생전에 조선 태조 이성계(朝鮮 太祖 李成桂)와 그의 계비 신덕왕후 곡산 강씨(神德王后 谷山 康氏)로부터 총애를 받았다. 특히 정종 이방과(定宗 李芳果)와 태종 이방원(太宗 李芳遠)은 태후 팽씨 부인(太后 彭氏 夫人) 그녀의 요리(料理)를 즐겨 음미하여 결국 수랏간 상궁들을 강습생(講習生)으로 삼아 요리(料理) 교습 간이 지도를 하게끔 태후 팽씨 부인(太后 彭氏 夫人)에게 간이 특임 요리 강사(簡易 特任 料理 講師)를 맡기기도 하였다.

### 말년
황후와 섭정황태후, 그리고 망국 출신 귀족과 외국 귀화 귀족 등을 지냈으며 그 와중에 1396년 외동아들 명승(明昇, 1355년 ~ 1396년)을 갑작스레 병으로 인하여 향년 42세(만41세)에 먼저 떠나보내는 등 굴곡 많은 생을 지낸 그녀는 1404년, 태종 이방원의 배려를 받아 조선국 풍해도 연안 지역을 떠나 조선국 수도 한성부에서 요양을 하다가 같은 해(1404년) 향년 67세로 훙서하였다.